# Cerje (Bajina Bašta)
Cerje (Servisch cyrillisch Церје) is een plaats in de Servische gemeente Bajina Bašta. De plaats telt 168 inwoners (2002).